# Songs from the West Coast Tour
Songs from the West Coast Tour – szesnasta solowa trasa koncertowa Eltona Johna, w jej trakcie odbyło się sześćdziesiąt siedem koncertów.
1. 5 października 2001 – Cleveland, Ohio, USA – CSU Convocation Center
2. 6 października 2001 – Toronto, Kanada – Air Canada Centre
3. 9 października 2001 – Ottawa, Kanada – Corel Centre
4. 10 października 2001 – Quebec, Kanada – Colisée Pepsi
5. 12 października 2001 – Columbus, Ohio, USA – Value City Arena
6. 13 października 2001 – Detroit, Michigan, USA – Joe Louis Arena
7. 22 października 2001 – Meksyk, Meksyk – National Auditorium
8. 23 października 2001 – Meksyk, Meksyk – National Auditorium
9. 25 października 2001 – Meksyk, Meksyk – National Auditorium
10. 9 listopada 2001 – Seul, Korea Południowa – Olympic Gymnastics Arena
11. 12 listopada 2001 – Osaka, Japonia – Osaka-jō Hall
12. 13 listopada 2001 – Tokio, Japonia – Nippon Budōkan
13. 15 listopada 2001 – Tokio, Japonia – Nippon Budōkan
14. 17 listopada 2001 – Hongkong, Chiny – Hong Kong Coliseum
15. 18 listopada 2001 – Hongkong, Chiny – Hong Kong Coliseum
16. 20 listopada 2001 – Hongkong, Chiny – Hong Kong Coliseum
17. 22 listopada 2001 – Kallang, Singapur – Singapore Indoor Stadium
18. 23 listopada 2001 – Bangkok, Tajlandia – Hua Mark Indoor Stadium
19. 27 listopada 2001 – Nowy Jork, Nowy Jork, USA – Madison Square Garden
20. 28 listopada 2001 – Nowy Jork, Nowy Jork, USA – Madison Square Garden
21. 30 listopada 2001 – Manchester, New Hampshire, USA – Verizon Wireless Arena
22. 7 grudnia 2001 – Fresno, Kalifornia, USA – Selland Arena
23. 8 grudnia 2001 – Paradise, Nevada, USA – MGM Grand Garden Arena
24. 9 grudnia 2001 – San Diego, Kalifornia, USA – Cox Arena
25. 22 maja 2002 – Benidorm, Hiszpania – Benidorm Football Stadium
26. 25 maja 2002 – Werona, Włochy – Verona Arena
27. 26 maja 2002 – Pesaro, Włochy – Pallazetto dello Sport
28. 28 maja 2002 – Paryż, Francja – Palais Omnisports de Paris-Bercy
29. 29 maja 2002 – Antwerpia, Belgia – Sportpaleis Antwerp
30. 31 maja 2002 – Kopenhaga, Dania – Parken Stadium
31. 1 czerwca 2002 – Oslo, Norwegia – Oslo Spektrum
32. 2 czerwca 2002 – Oslo, Norwegia – Oslo Spektrum
33. 4 czerwca 2002 – Helsinki, Finlandia – Hartwall Arena
34. 5 czerwca 2002 – Helsinki, Finlandia – Hartwall Arena
35. 7 czerwca 2002 – Göteborg, Szwecja – Scandinavium
36. 8 czerwca 2002 – Sztokholm, Szwecja – Ericsson Globe
37. 10 czerwca 2002 – Frankfurt, Niemcy – Frankfurt Festhalle
38. 11 czerwca 2002 – Rotterdam, Holandia – Ahoy Rotterdam
39. 13 czerwca 2002 – Kilonia, Niemcy – Ostseehalle
40. 14 czerwca 2002 – Berlin, Niemcy – Max-Schmeling-Halle
41. 15 czerwca 2002 – Erfurt, Niemcy – Messehalle
42. 20 czerwca 2002 – Düsseldorf, Niemcy – Messe Düsseldorf
43. 22 czerwca 2002 – Stuttgart, Niemcy – Hanns-Martin-Schleyer-Halle
44. 23 czerwca 2002 – Monachium, Niemcy – Olympiahalle
45. 25 czerwca 2002 – Wiedeń, Austria – Schloss Schunn Palace
46. 26 czerwca 2002 – Riesa, Niemcy – Sachsen Arena
47. 29 czerwca 2002 – Zurych, Szwajcaria – Hallenstadion
48. 30 czerwca 2002 – Zurych, Szwajcaria – Hallenstadion
49. 2 lipca 2002 – Birmingham, Anglia – National Exhibition Centre
50. 3 lipca 2002 – Birmingham, Anglia – National Exhibition Centre
51. 5 lipca 2002 – Newcastle, Anglia – Telewest Arena
52. 7 lipca 2002 – Killarney, Irlandia – Fitzgerald Stadium
53. 9 lipca 2002 – Liverpool, Anglia – King’s Dock
54. 5 września 2002 – Richmond, Wirginia, USA – Richmond Coliseum
55. 6 września 2002 – Roanoke, Wirginia, USA – Roanoke Civic Center
56. 7 września 2002 – Greenville, Karolina Południowa, USA – BI-LO Center
57. 10 września 2002 – Biloxi, Mississippi, USA – Mississippi Coast Coliseum
58. 12 września 2002 – Jacksonville, Floryda, USA – Jacksonville Coliseum
59. 26 listopada 2002 – Nottingham, Anglia – Nottingham Arena
60. 3 grudnia 2002 – Manchester, Anglia – MEN Arena
61. 5 grudnia 2002 – Belfast, Irlandia Północna – Odyssey Arena
62. 7 grudnia 2002 – Glasgow, Szkocja – Scottish Exhibition and Conference Centre
63. 9 grudnia 2002 – Sheffield, Anglia – Hallam FM Arena
64. 11 grudnia 2002 – Londyn, Anglia – Wembley Arena
65. 12 grudnia 2002 – Londyn, Anglia – Wembley Arena
66. 13 grudnia 2002 – Londyn, Anglia – Wembley Arena
67. 15 grudnia 2002 – Birmingham, Anglia – National Exhibition Centre